# 青莲街道
青莲街道，原为青莲镇，是中华人民共和国四川省南充市高坪区下辖的一个乡镇级行政单位。2011年，撤镇设街道。2019年10月25日，南充市人民政府批复同意撤销青松街道，将其所属行政区域划归高坪区青莲街道管辖。

## 行政区划
青莲街道下辖以下地区：
青莲社区、牛市坝村、双河桥村、兰家庙村、青莲寺村、新店子村、白山沟村、陈家梁村、一碗水村和七星桥村。